# Furcifer
Furcifer Fitzinger, 1843 è un genere di camaleonti endemico del Madagascar.

## Tassonomia
Comprende le seguenti specie:
- Furcifer angeli (Brygoo & Domergue, 1968)
- Furcifer antimena (Grandidier, 1872)
- Furcifer balteatus (Duméril & Bibron, 1851)
- Furcifer belalandaensis (Brygoo & Domergue, 1970)
- Furcifer bifidus (Brongniart, 1800)
- Furcifer campani (Grandidier, 1872)
- Furcifer cephalolepis (Günther, 1880)
- Furcifer labordi (Grandidier, 1872)
- Furcifer lateralis (Gray, 1831)
- Furcifer major (Brygoo, 1971)
- Furcifer minor (Günther, 1879)
- Furcifer nicosiai (Jesu, Mattioli & Schimmenti, 1999)
- Furcifer oustaleti (Mocquard, 1894)
- Furcifer pardalis (Cuvier, 1829)
- Furcifer petteri (Brygoo & Domergue, 1966)
- Furcifer polleni (Peters, 1874)
- Furcifer rhinoceratus (Boettger, 1893)
- Furcifer timoni (Glaw, Köhler & Vences, 2009)
- Furcifer tuzetae (Brygoo, Bourgat & Domergue, 1972)
- Furcifer verrucosus (Cuvier, 1829)
- Furcifer viridis Florio, Ingram, Rakotondravony, Louis Jr & Raxworthy, 2012
- Furcifer willsii (Günther, 1890)

### Alcune specie

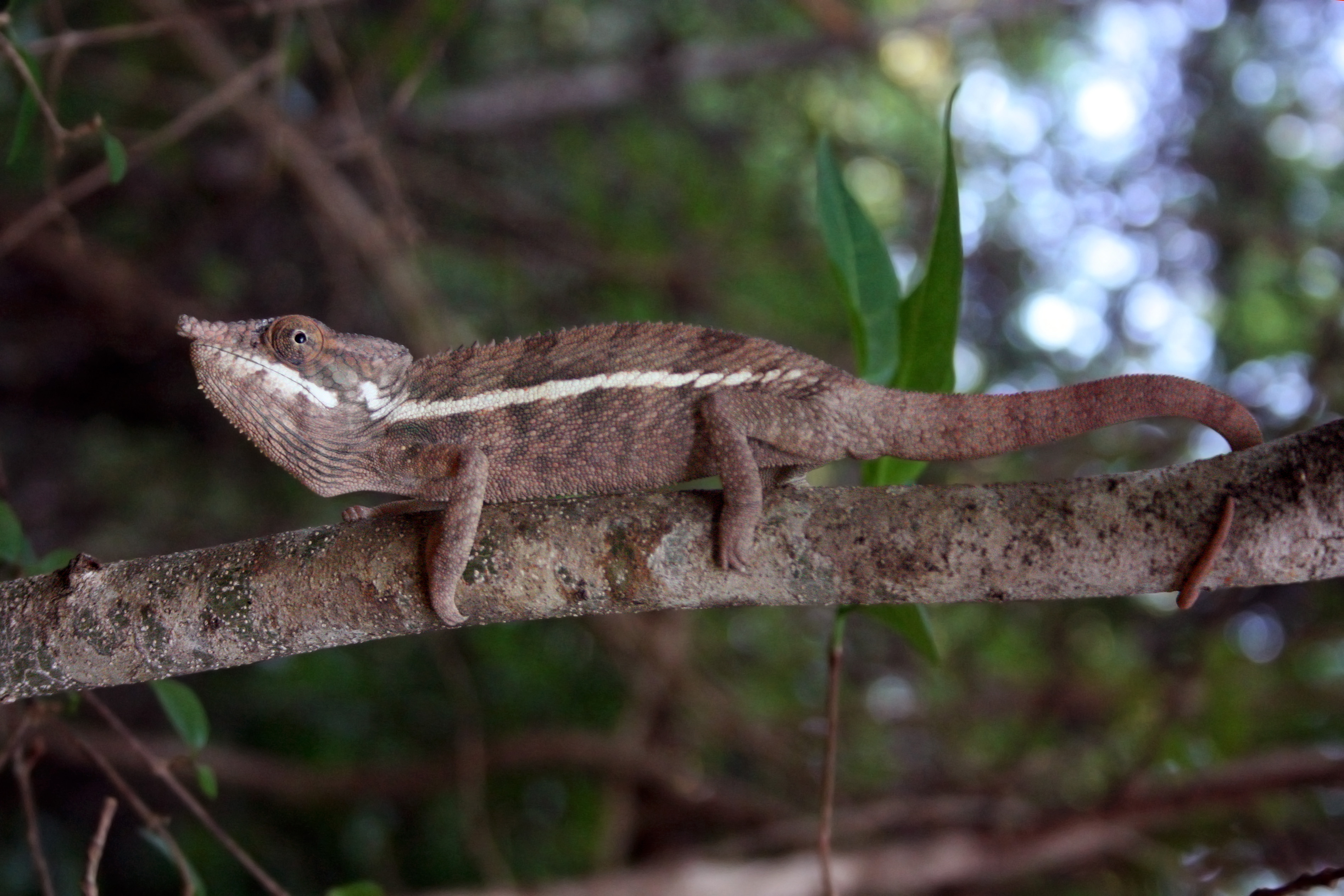
Furcifer angeli
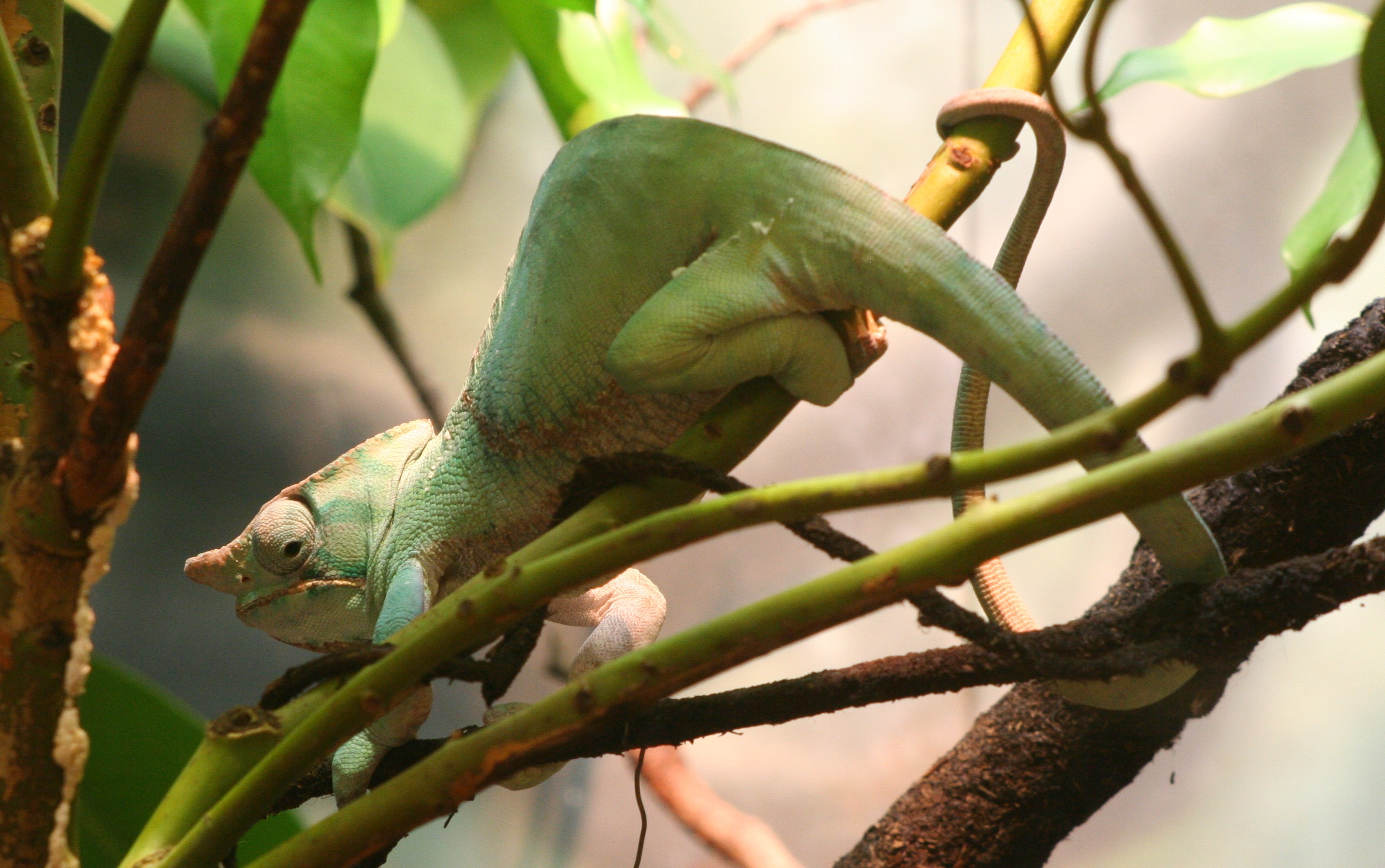
Furcifer balteatus
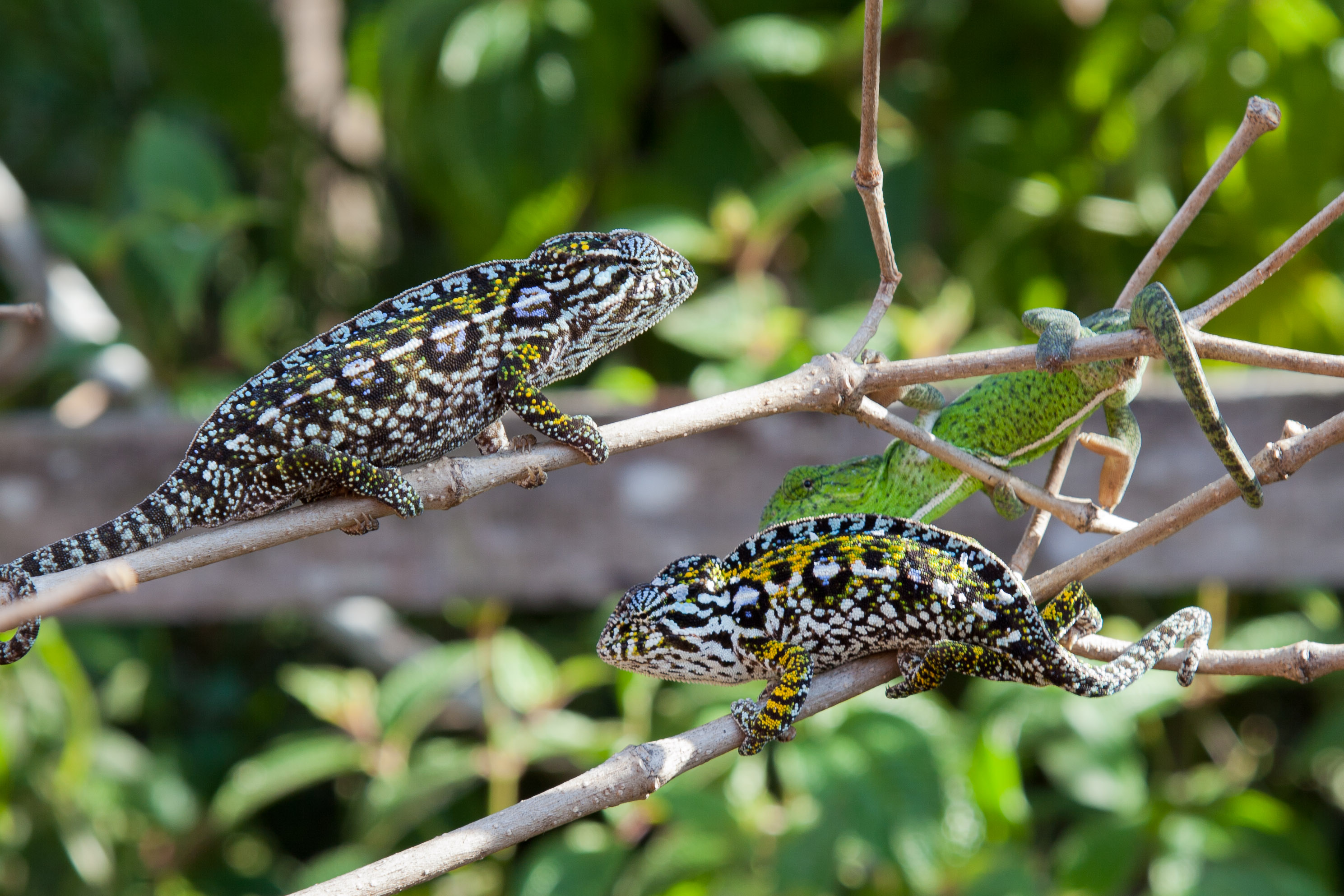
Furcifer campani
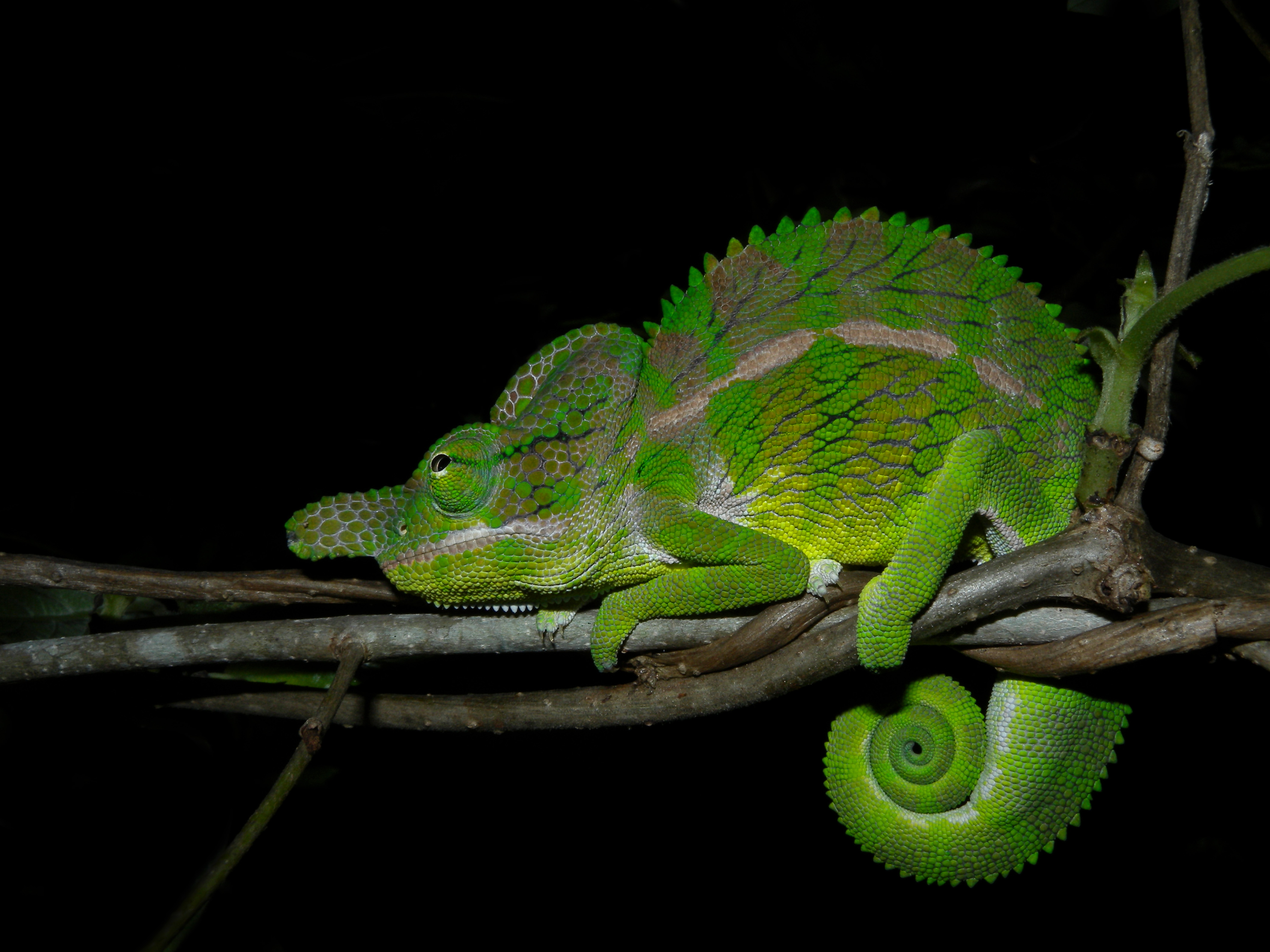
Furcifer labordi
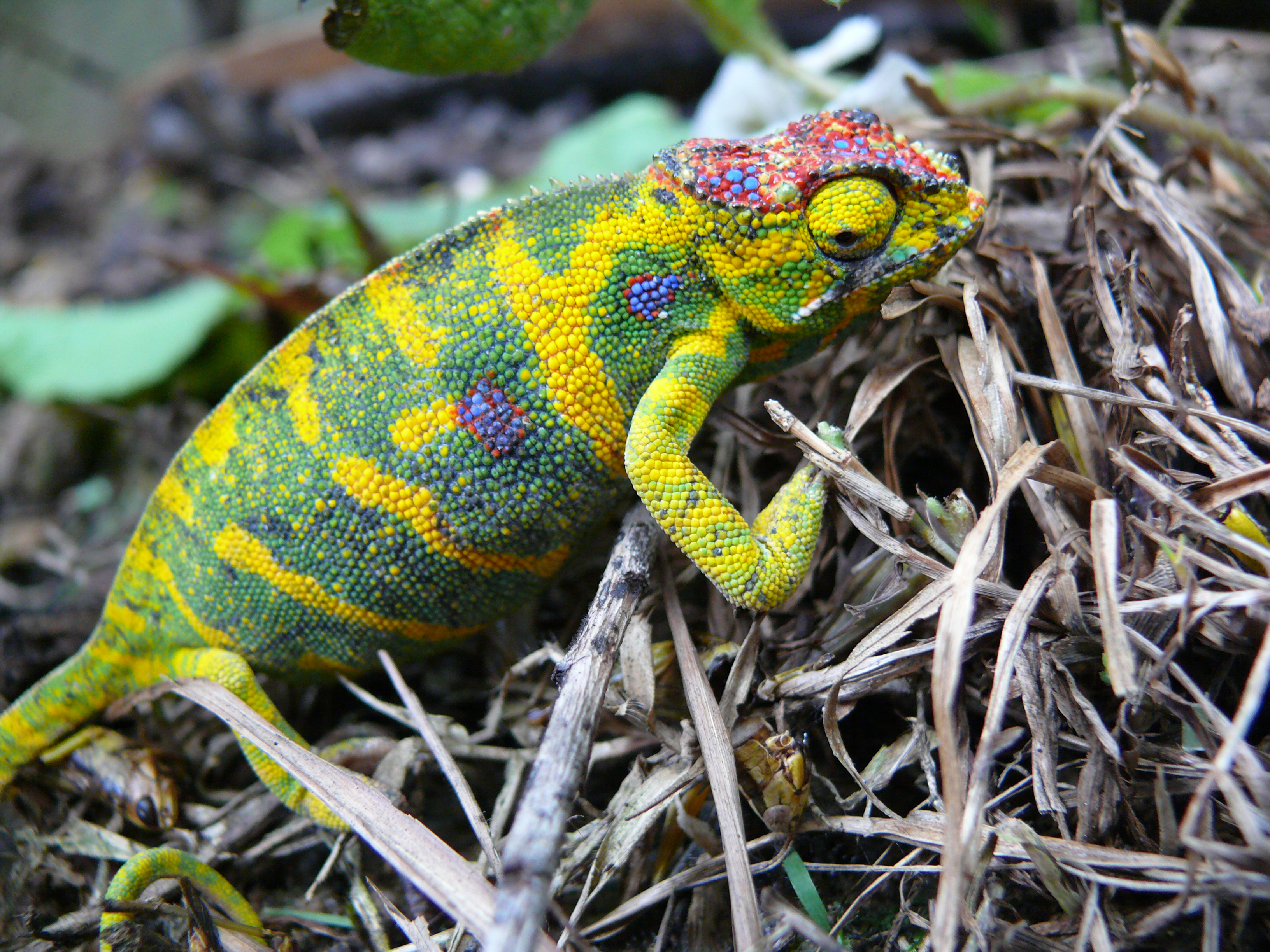
Furcifer minor
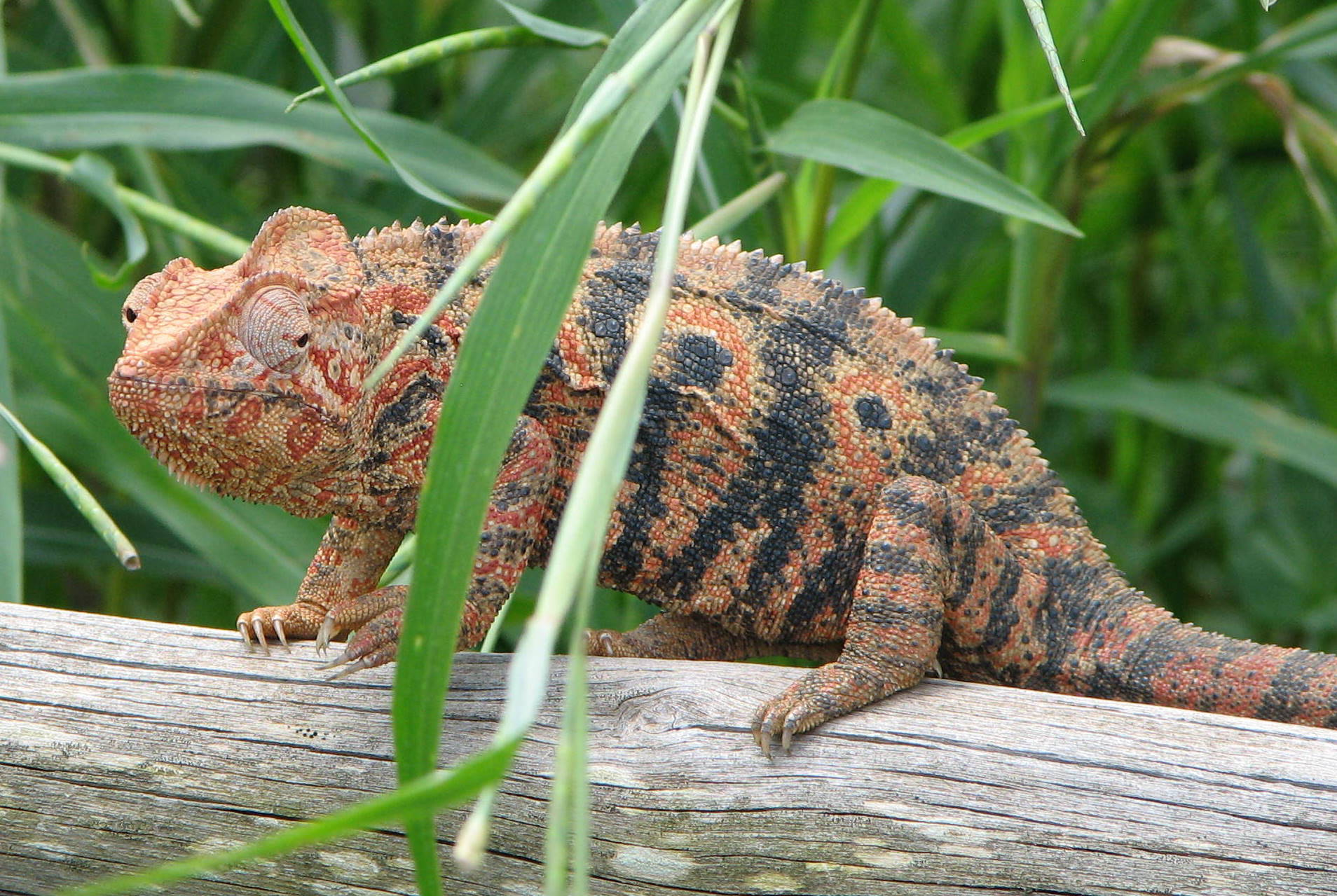
Furcifer oustaleti
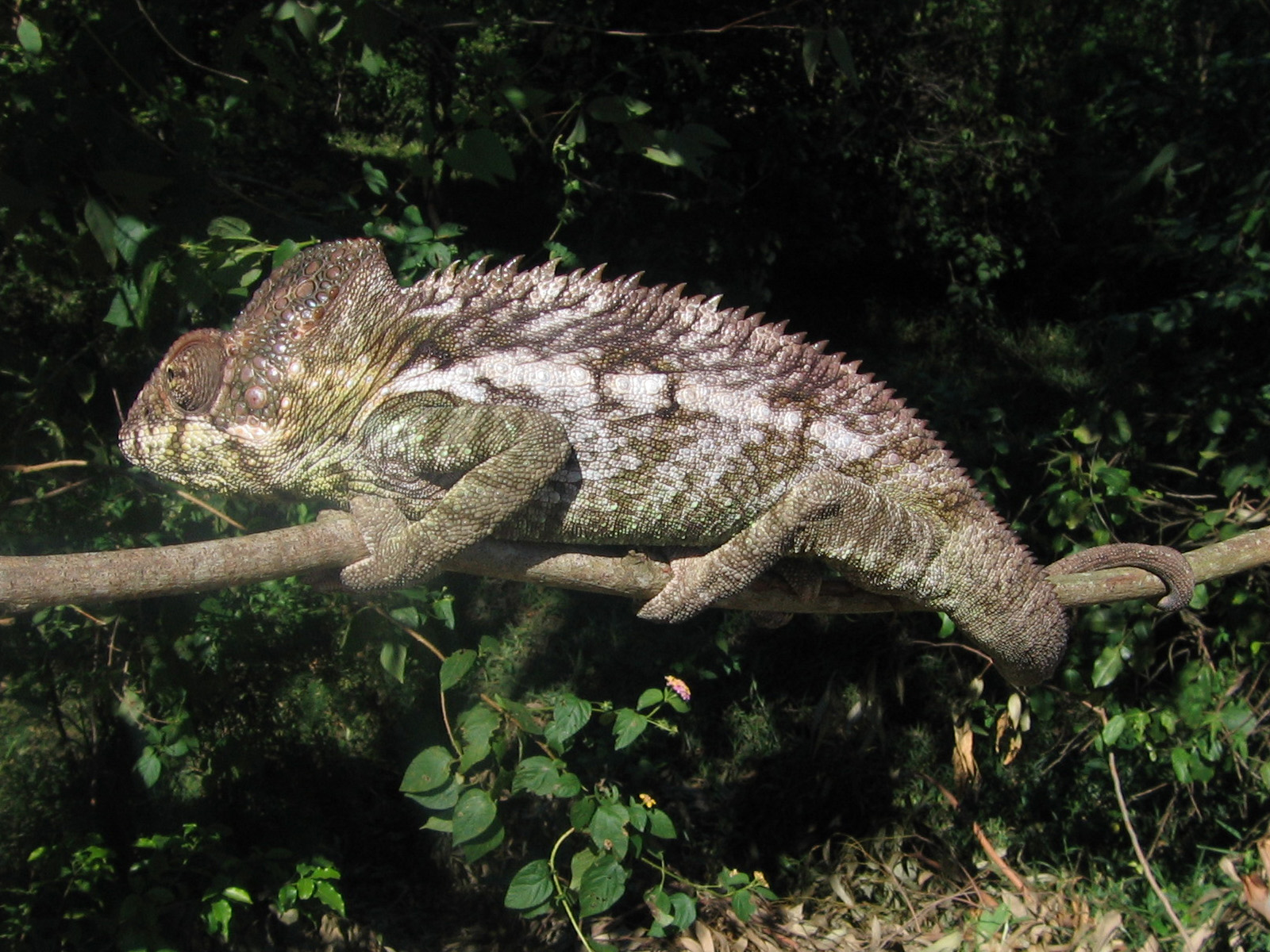
Furcifer verrucosus